# Ghazl El Mahallah
Ghazl El Mahalla Sporting Club (în arabă نادي غزل المحلة الرياضي) este un club de fotbal egiptean cu sediul în El Mahalla El Kubra. În momentul de față echipa joacă în divizia a doua egipteană.

## Legături externe
- Ghazl El-Mehalla SC - site-ul oficial